# Бренцоне
Бренцоне (італ. Brenzone, вен. Brenson) — муніципалітет в Італії, у регіоні Венето, провінція Верона.
Бренцоне розташоване на відстані близько 450 км на північ від Рима, 130 км на захід від Венеції, 35 км на північний захід від Верони.
Населення — 2488 осіб (2014).
Щорічний фестиваль відбувається 24 червня. Покровитель — святий Іван Хреститель.

## Демографія
Населення за роками:

Станом на 1 січня 2023 року в муніципалітеті офіційно проживало 275 іноземців з 36 країн, серед них 106 громадян країн Євросоюзу та 3 громадяни України.

## Сусідні муніципалітети
- Феррара-ді-Монте-Бальдо
- Гарньяно
- Мальчезіне
- Сан-Цено-ді-Монтанья
- Тіньяле
- Торрі-дель-Бенако
- Тремозіне